# Laura Thorpe
Laura Thorpe (24 de Maio de 1987) é uma tenista profissional francesa.

## WTA finais

### Duplas: 1 (0–1)
| Legenda                             |
| ----------------------------------- |
| Grand Slam (0–0)                    |
| WTA Tour (0–0)                      |
| Premier Mandatory & Premier 5 (0–0) |
| Premier (0–0)                       |
| International (0–1)                 |

| Finais por Piso |
| --------------- |
| Duro (0–1)      |
| Saibro (0–0)    |
| Grama (0–0)     |
| Carpete (0–0)   |

| Resultado | N. | Data            | Torneio                         | Piso     | Parceira         | Oponentes                       | Placar        |
| --------- | -- | --------------- | ------------------------------- | -------- | ---------------- | ------------------------------- | ------------- |
| Vice      | 1. | 20 Outubro 2013 | BGL Luxembourg Open, Luxemburgo | Duro (i) | Kristina Barrois | Stephanie Vogt Yanina Wickmayer | 6–7(2–7), 4–6 |